# Rudy Trouvé

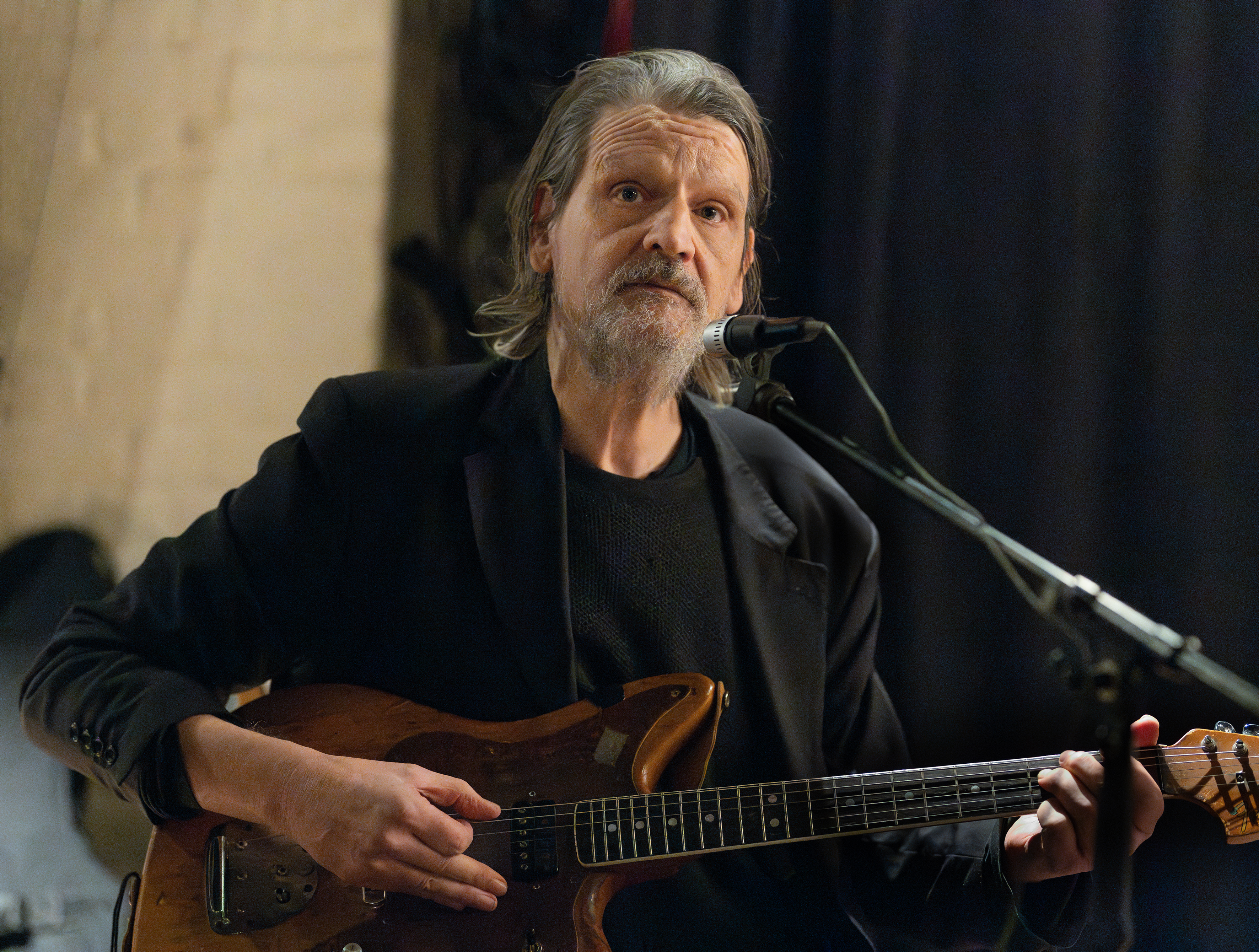
Rudy Trouvé, 2024

Rudy Trouvé (* 28. Januar 1967 in Willrijk) ist ein belgischer Musiker.
Trouvé studierte an der Königlichen Akademie der Schönen Künste in Gent und gründete 1991 einen Kunst-Thinktank für Musik und bildende Künste im Heavenhotel, einem ehemaligen Bordell. Zwischen 1993 und 1996 spielte Trouvé in der Bandbesetzung der belgischen Indie-Rock/Alternative Band dEUS. Als die Gruppe erfolgreich wurde, verließ er die Band, um an seinen eigenen Projekten zu arbeiten. Daraus entstand gemeinsam mit Daan Stuyven die Gruppe Dead Man Ray. Auch der Formation Kiss My Jazz mit Mauro Pawlowski gehörte er an.
Trouvé wird als Improvisator geschätzt und arbeitete mit vielen Künstlern auf der Bühne und im Studio in lockeren Formationen zusammen. Seit 2004 ist er Mitglied der Gruppe The Love Substitutes (auch mit Mauro Pawlowski). Bislang war er an über 70 Veröffentlichungen als Musiker beteiligt.
Daneben arbeitet Trouvé als Künstler; neben einigen Plattencovern von dEUS, die seinem Schaffen entstammen, wurden seine Bilder und Werke, die er oft mit Wachs gestaltet, in etlichen Ausstellungen, v. a. in Belgien gezeigt.

## Diskografie (Auswahl)
- 1994: Worst Case Scenario (mit dEUS)
- 1995: My Sister Is My Clock (mit dEUS)
- 1996: In Docs Place Friday Evening (mit Kiss My Jazz)
- 1996: In Coffee We Trust (mit Kiss My Jazz)
- 1997: In the Lost Souls Convention (mit Kiss My Jazz)
- 1998: Berchem (mit Dead Man Ray)
- 1999: In a Service Station (mit Kiss My Jazz)
- 2000: Trap (mit Dead Man Ray)
- 2000: Subsonic 6 (Splitalbum, mit Lou Barlow)
- 2000: Une Chanson (EP)
- 2001: Marginal (mit Dead Man Ray)
- 2002: Cago (mit Dead Man Ray)
- 2002: 1999–2002
- 2002: Cartoon Moon (EP)
- 2004: 2002–2003 (mit The Rudy Trouvé Sextet)
- 2004: Meet the Love Substitutes while the house is on fire (mit The Love Substitues)
- 2005: The Velvet Sailor EP (mit The Love Substitues)
- 2006: More songs about hangovers and sailors (mit The Love Substitues)
- 2007: We met on an airport and went through tape (CDR; mit Rudy and The Unforgettable Wally's)
- 2007: Songs and Stuff Recorded Between 2003 and 2007 Part One (mit The Rudy Trouvé Septet)
- 2009: Songs and Stuff Recorded Between 2003 and 2007 Part Two (mit The Rudy Trouvé Septet)
- 2009: Alright EP (mit The Rudy Trouvé Septet)
- 2009: 2007–2009 (mit The Rudy Trouvé Septet)